# ویلم یانس‌زون
ویلم یانس‌زون (تلفظ هلندی: [ˈʋɪləm ˈjɑnso:n] ; زاده ۱۵۷۰-درگذشته ۱۶۳۰) که گاه به اختصار ویلم یانسز خوانده می‌شود؛ دریانورد هلندی و یک فرماندار مستعمراتی بود. یانس‌زون در دوره‌های ۱۶۰۳ تا ۱۶۱۱ و ۱۶۱۲ تا ۱۶۱۶ در هند شرقی هلند خدمت کرد، از جمله به عنوان فرماندار فورت هنریکوس در جزیره سولور. او اولین اروپایی‌ای است که ساحل استرالیا را در طول سفر خود در طول سال‌های ۱۶۰۵ ۱۶۰۶ دیده‌است.

## اوایل زندگی
ویلم یانس‌زون در حدود سال ۱۵۷۰ متولد شده‌است اما از زندگی اولیه وی چیزی در دست نیست.
می‌دانیم که یانس‌زون نخست در سال ۱۵۹۸ به خدمت شرکت Oude، یکی از شرکت‌های متقدم بر شرکت هند شرقی هلند (VOC) درآمده است.
یانس‌زون در تاریخ ۱۸ دسامبر ۱۶۰۳ برای سومین بار به عنوان کاپیتان کشتی دویفکن (یا Duijfken به معنی "کبوتر کوچک")، یکی از دوازده کشتی ناوگان بزرگ استیون فن در هاگن از هلند به سمت هند شرقی حرکت کرد. وقتی کشتی‌های دیگر جاوه را ترک کردند، یانس‌زون برای جستجوی سایر مراکز تجارت به‌ویژه در «سرزمین بزرگ گینه نو و سایر مناطق شرقی و جنوبی» به اعزام شد.

## اکتشافات

### اولین سفر به استرالیا

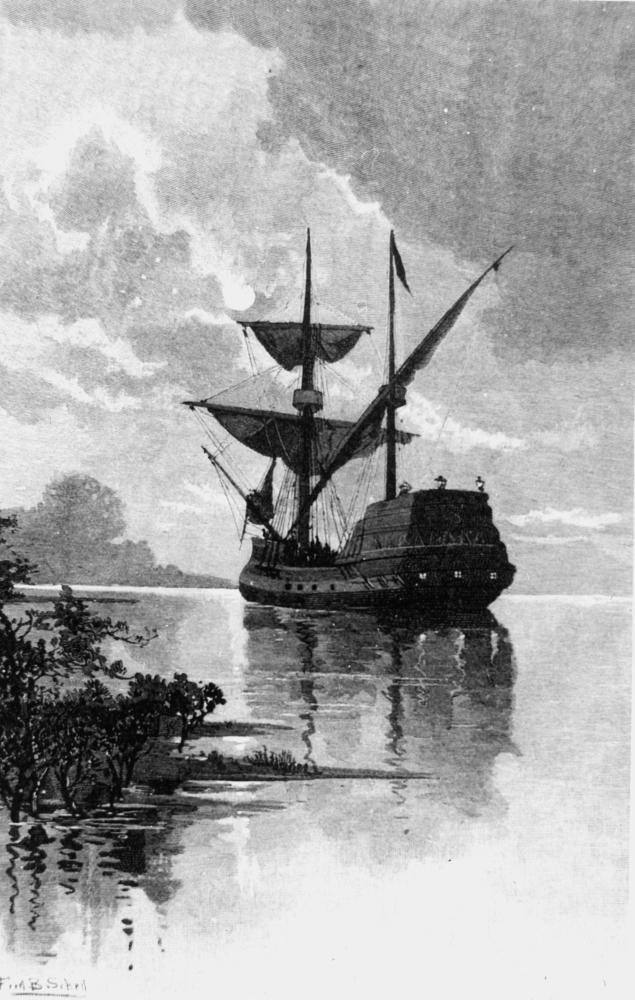
تصوری از یک هنرمند قرن نوزدهم از کشتی دویفکن در خلیج کارپنتاریا

در ۱۸ نوامبر سال ۱۶۰۵، کشتی دویفکن از بانتام به سوی ساحل غربی گینه نو حرکت کرد. پس از آن، یانس‌زون بدون آنکه از وجود تنگه تورس آگاه باشد، از انتهای شرقی دریای آرافورا به خلیج کارپنتاریا عبور کرد. دویفکن در واقع در فوریه ۱۶۰۶ به تنگه تورس وارد شده بود، درست چند ماه قبل از آنکه کاوشگر اسپانیایی لوئز واز د تورس از آن عبور کند. در ۲۶ فوریه ۱۶۰۶ یانس‌زون در رودخانه پنه‌فادر در ساحل غربی کیپ یورک در کوئینزلند، در نزدیکی آنچه امروزه شهرک ویپا خوانده می‌شود پهلو گرفت. این نخستین ورود ثبت شدهٔ یک اروپایی به قاره استرالیا بود. یانس‌زون حدود ۳۲۰ کیلومتر (۲۰۰ مایل) مسیرش بر اساس نقشه را ادامه داد، مسیری که گمان می‌کرد خطی فرعی از گینه نو جنوبی است.
با رسیدن به زمین‌های باتلاقی زمین و رویارویی با مردمانی افسارگسیخته (ده نفر از مردان وی در اکتشافات مختلف ساحلی کشته شدند)، یانس‌زون تصمیم گرفت به مکانی به نام کیپ کیرویر ("Turnabout")، در جنوب خلیج آلباتروس، بازگردد. او در ژوئن ۱۶۰۶ دوباره به بانتام بازگشت. وی سرزمینی را که کشف کرده بود به افتخار استان هلندی، زیلاند، "Nieu Zeland" نامید، اما این نام ماندگار نشد و بعدها توسط کارتوگرافان هلندی برای نیوزلند مورد استفاده قرار گرفت.
در سال ۱۶۰۷، دریاسالار کرنلیس ماتلیف دی یونگ، یانس‌زون را به آمبون و باندا فرستاد. در سال ۱۶۱۱، یانس‌زون با اعتقاد بر اینکه سرزمینی که به آن سفر کرده بود جزئی از سواحل جنوبی گینه نو بودند، به هلند بازگشت و نقشه‌های هلندی برای چندین سال آن خطا را تکرار کردند. گرچه نظراتی متعدد مبنی بر این که دریانوردانی از چین، فرانسه یا پرتغال ممکن است زودتر قسمت‌هایی از استرالیا را کشف کرده باشند، وجود دارد اما با قاطعیت می‌دانیم دویفکن اولین کشتی اروپایی‌ای است که چنین کاری انجام داده‌است.

### سفر دوم به استرالیا
یانس‌زون گزارش داد که در ۳۱ ژوئیه ۱۶۱۸، در در جزیره‌ای واقع در ۲۲ درجه جنوبی با طول ۲۲ و ۲۴۰ مایل فرود آمده بوده‌است. از این مسئله به‌طور کلی به عنوان یک توصیف از شبه جزیره، از نقطهٔ Cloates (۲۲°۴۳′ جنوبی ۱۱۳°۴۰′ شرقی / ۲۲٫۷۱۷°جنوبی ۱۱۳٫۶۶۷°شرقی) به شمال غرب کیپ (۲۱°۴۷′ جنوبی ۱۱۴°۰۹′ شرقی / ۲۱٫۷۸۳°جنوبی ۱۱۴٫۱۵۰°شرقی) در ساحل غربی استرالیا تفسیر می‌شود، که یانس‌زون بدون دور زدن کامل آن فرض کرده بود یک جزیره است.